# Oscar Bergmark
Johan Oscar Bergmark, född 25 september 1843 i Bärebergs församling, Skaraborgs län, död 17 februari 1899 i Alingsås, borgmästare och riksdagsman.
Bergmark var borgmästare i Alingsås från 1877. Han var ledamot av riksdagens första kammare 1897–1898, invald i Älvsborgs läns valkrets. 